# 真備地区コミュニティタクシー
真備地区コミュニティタクシー（まびちくコミュニティタクシー）とは、岡山県倉敷市真備町で倉敷市が運営する乗合タクシーである。
旧吉備郡真備町が運営を始めたもので、吉備真備駅・川辺宿駅を起点とする4路線が運行されており、運行は日の丸タクシーに委託されている。

## 概要
- 運賃は1回利用大人300円、小学生以下の子供は150円、1歳未満は無料。大人同伴の6歳未満の子供は1人まで無料。高齢者（65歳以上）・障害者は「倉敷市コミュニティタクシー利用者証」・障害者手帳（身体障害者手帳・療育手帳・精神障害者保健福祉手帳）等・「おかやま愛カード」（運転経歴証明書）の提示で100円割引（併用不可）。
  - 船穂公民館で船穂地区コミュニティタクシーに乗り継ぐ場合はプラス100円（子供は50円）になる。
  - 真備地区コミュニティタクシー同士の乗り継ぎ割引はない。
- 専用回数券
  - 3,000円券（300円券の11枚綴り）・1,500円券（150円券の11枚綴り）
    - 割引対象者は2,000円券（200円券の11枚綴り）になる。
- 日曜日・祝日・12月29日 - 1月3日は運休となる。
- 運行は、倉敷市真備町に本社を置いているタクシー会社「日の丸タクシー」に委託されている。
- 一部路線で予約制を採用しており、利用者は第1便は前日24時まで、その他の便は乗車30分前までに日の丸タクシーまで電話予約が必要。
- 2012年11月1日からジャンボタクシー用車両（9人乗り）またはセダン型タクシー車両（4人乗り）を使用しており、コミュニティバスを名乗るものの実質的には乗合タクシーである。2013年8月1日から「真備地区コミュニティタクシー」に名称変更、名実ともに乗合タクシーに転換した。

## 沿革
- 1999年11月1日 真備循環さいくるバス（まびじゅんかんさいくるバス）として運行開始。当初は西路線・東路線で、運行は井笠鉄道に委託されていた。
- 2011年4月1日 真備さいくるバス（まびさいくるバス）に名称変更。循環線（虹ルート・にこにこルート）・南路線に再編。運行は循環線が井笠鉄道、南路線が日の丸タクシーに委託されている。
- 2012年11月1日 井笠鉄道のバス事業撤退により、この日から循環線の委託先が日の丸タクシーに変更。
- 2013年8月1日 真備地区コミュニティタクシー（まびちくコミュニティタクシー）に名称変更。西ルート・東ルート・南路線（吉備真備駅行き）・南路線（船穂公民館行き）に再編。

## 現行路線
仮設団地とは平成30年7月豪雨の被災者のための仮設住宅のことである。
- 西ルート
  - T05W 吉備真備駅 - 服部分館前 - 備中呉妹駅 - 猿掛 - 呉妹小学校前 - 石田 - 森永整骨院 - 備中箭田 - 真備支所前 - 吉備真備駅 - 真備支所前 - 有井 （- ニシナ前 - まびいきいきプラザ - 川辺宿駅 - 松田クリニック - 老人福祉センター - まきび病院 - 真備公民館）
    - 吉備真備駅→備中呉妹駅→吉備真備駅→有井が定時便、逆方向が予約便となる。定時便で有井以遠へ乗車する場合は乗務員に申し出る必要がある。
    - 吉備真備駅 - 備中呉妹駅 - 石田間、森永整骨院 - 真備支所前 - 吉備真備駅 - 真備支所前間はフリー乗降区間。
- 東ルート
  - T05E 真備総仮設団地 - 上田口 - 老人福祉センター - 岡田分館前 - 門田 - ニシナ前 - 松田クリニック - 脇本陣跡 - 川辺宿駅 （- まびいきいきプラザ - 真備支所前 - 吉備真備駅 - 真備公民館 - まきび公園 - まきび病院）
    - 真備総仮設団地 →上田口→川辺宿駅が定時便、逆方向が予約便となる。定時便で川辺宿駅以遠へ乗車する場合は乗務員に申し出る必要がある。
    - 真備総仮設団地 - 上田口 - 門田間、ニシナ前 - 川辺宿駅間はフリー乗降区間。
- 南路線（吉備真備駅行き）
  - T05S 柳井原仮設団地 - （ノンストップ） - 茶仁古 - 大上 - 中村 - 若葉台第3公園前 - 若葉台集会所前 - 木村 - まびいきいきプラザ - 川辺宿駅 - ニシナ前 - 有井 - 真備支所前 - 吉備真備駅 （- 真備公民館 - まきび公園 - まきび病院 - 老人福祉センター - 松田クリニック）
    - 柳井原仮設団地→茶仁古→若葉台集会所前→川辺宿駅→吉備真備駅が定時便、逆方向が予約便となる。定時便で吉備真備駅以遠へ乗車する場合は乗務員に申し出る必要がある。
    - 茶仁古 - 若葉台集会所前 - 木村間、まびいきいきプラザ - 川辺宿駅間はフリー乗降区間。
- 南路線（船穂公民館行き）
  - T05F 若葉台集会所前 - 若葉台第3公園前 - 木村 - 中村 - 大上 - 茶仁古 - （ノンストップ） - 船穂公民館
    - 全便が予約便となる。
    - 若葉台集会所前 - 茶仁古間はフリー乗降区間。

## 車両
- 西ルート、東ルート、南路線（吉備真備駅行き）、南路線（船穂公民館行き）ともジャンボタクシーまたはセダン型のタクシーで運行。
- かつての循環線は、井笠鉄道が受託運行していた当時は小型バス（三菱ふそう・ローザ）2台で運行されていた。